# Pòssum de dits llargs
El pòssum de dits llargs (Dactylopsila palpator) és una espècie de marsupial de la família dels petàurids. Viu a Indonèsia i Papua Nova Guinea.